# (20081) Occhialini
(20081) Occhialini (1994 EE3) – planetoida z pasa głównego asteroid okrążająca Słońce w ciągu 3,84 lat w średniej odległości 2,45 j.a. Odkryta 12 marca 1994 roku.